# Stigmoplusia
Stigmoplusia é um gênero de traça pertencente à família Arctiidae.